# جلگان بالا
جلگان بالا (به ترکی آذربایجانی: Yukhary Dzhalgan) یک منطقهٔ مسکونی در جمهوری آذربایجان است که در شهرستان شابران واقع شده‌است.